# Michel Laurent
Michel Laurent (Bourbon-Lancy, 10 augustus 1953) is een voormalig Frans wielrenner.
Laurent was een goed ronderenner die enkele zware etappekoersen won en ook in de Ronde van Frankrijk enkele malen vrij hoog in het eindklassement eindigde. In 1983 werd Henk Lubberding gediskwalificeerd nadat hij Laurent in de sprint van een Touretappe in de hekken had gereden. Na zijn actieve wielerloopbaan werd Laurent ploegleider.

## Belangrijkste overwinningen
1975
5e etappe Ster der Beloften
1976
7e etappe (deel B) Parijs-Nice
Eindklassement Parijs-Nice
Eindklassement Ronde van Corsica
1978
Waalse Pijl
Criterium der Azen
3e etappe (deel B) Ronde van Corsica
Eindklassement Ronde van Corsica
1979
3e etappe Ronde van de Middellandse Zee
indklassement Ronde van de Middellandse Zee
1980
3e etappe (deel A) Ronde van de Middellandse Zee
Criterium International
3e etappe (deel A) Ronde van Corsica
1981
3e etappe (deel B)  Ronde van Corsica
1982
Eindklassement Ronde van de Middellandse Zee
Eindklassement Dauphiné Libéré
Maël-Pestivien
1983
4e etappe Dauphiné Libéré
16e etappe Ronde van Frankrijk

## Resultaten in voornaamste wedstrijden
| Jaar | Ronde van Italië | Ronde van Frankrijk | Ronde van Spanje |
| ---- | ---------------- | ------------------- | ---------------- |
| 1975 |                  | buiten tijd         |                  |
| 1976 |                  | buiten tijd         |                  |
| 1977 |                  | 7e                  |                  |
| 1978 |                  | 14e                 |                  |
| 1979 | 4e               | 37e                 |                  |
| 1980 |                  |                     |                  |
| 1981 |                  | 18e                 |                  |
| 1982 |                  | 48e                 |                  |
| 1983 |                  | opgave (1)          |                  |
| 1984 |                  | 17e                 |                  |

| Jaar | Milaan-San Remo | Ronde van Vlaanderen | Amstel Gold Race | Luik-Bast.‑Luik | Waalse Pijl | Parijs-Brussel |  | WK op de weg |  | Wereldranglijsten |
| ---- | --------------- | -------------------- | ---------------- | --------------- | ----------- | -------------- |  | ------------ |  | ----------------- |
| 1975 | 40e             |                      |                  | 26e             | 23e         | 10e            |  |              |  | 27e (SPP)         |
| 1976 | 4e              | 38e                  | 26e              | 26e             |             |                |  |              |  | 17e (SPP)         |
| 1977 |                 |                      | 37e              |                 | 23e         |                |  |              |  | 27e (SPP)         |
| 1978 | 100e            |                      | 24e              | 4e              | ↑           |                |  |              |  | 15e (SPP)         |
| 1979 |                 |                      | 6e               | 10e             | 48e         |                |  | 31e          |  | 28e (SPP)         |
| 1980 | 23e             |                      |                  |                 |             |                |  |              |  |                   |
| 1981 | 45e             |                      | 57e              |                 | 29e         |                |  |              |  |                   |
| 1982 |                 |                      |                  | 41e             |             |                |  |              |  | 25e (SPP)         |
| 1983 |                 |                      | 23e              | 28e             |             |                |  |              |  |                   |
| 1984 |                 |                      |                  |                 |             |                |  |              |  |                   |